# Resolució 34 del Consell de Seguretat de les Nacions Unides
La Resolució 34 del Consell de Seguretat de les Nacions Unides, aprovada el 15 de setembre de 1947, va excloure les disputes entre Grècia i Albània i entre Iugoslàvia i Bulgària per una altra, de les qüestions en les quals s'ocupa el Consell.
La resolució va ser aprovada per nou vots a favor contra dos de Polònia i la Unió Soviètica.